# 陈克复
陈克复（1942年10月15日—），广东海丰人，中国制浆造纸工程专家。1966年毕业于复旦大学力学专业，华南理工大学教授。2003年当选中国工程院院士。
1993年至1996年任华南理工大学制浆造纸工程国家重点实验室副主任；1996年至2003年任华南理工大学造纸与环境工程学院院长。2010年获得何梁何利基金科技创新奖。

## 头衔
- “植物资源化学与化工”国家级科技创新平台首席科学家兼管委会主任
- 教育部轻工与食品领域专业教学指导委员会副主任委员
- 2015年当选中国轻工业联合会特邀副会长[3]